# 圖斯特拉斯山脈

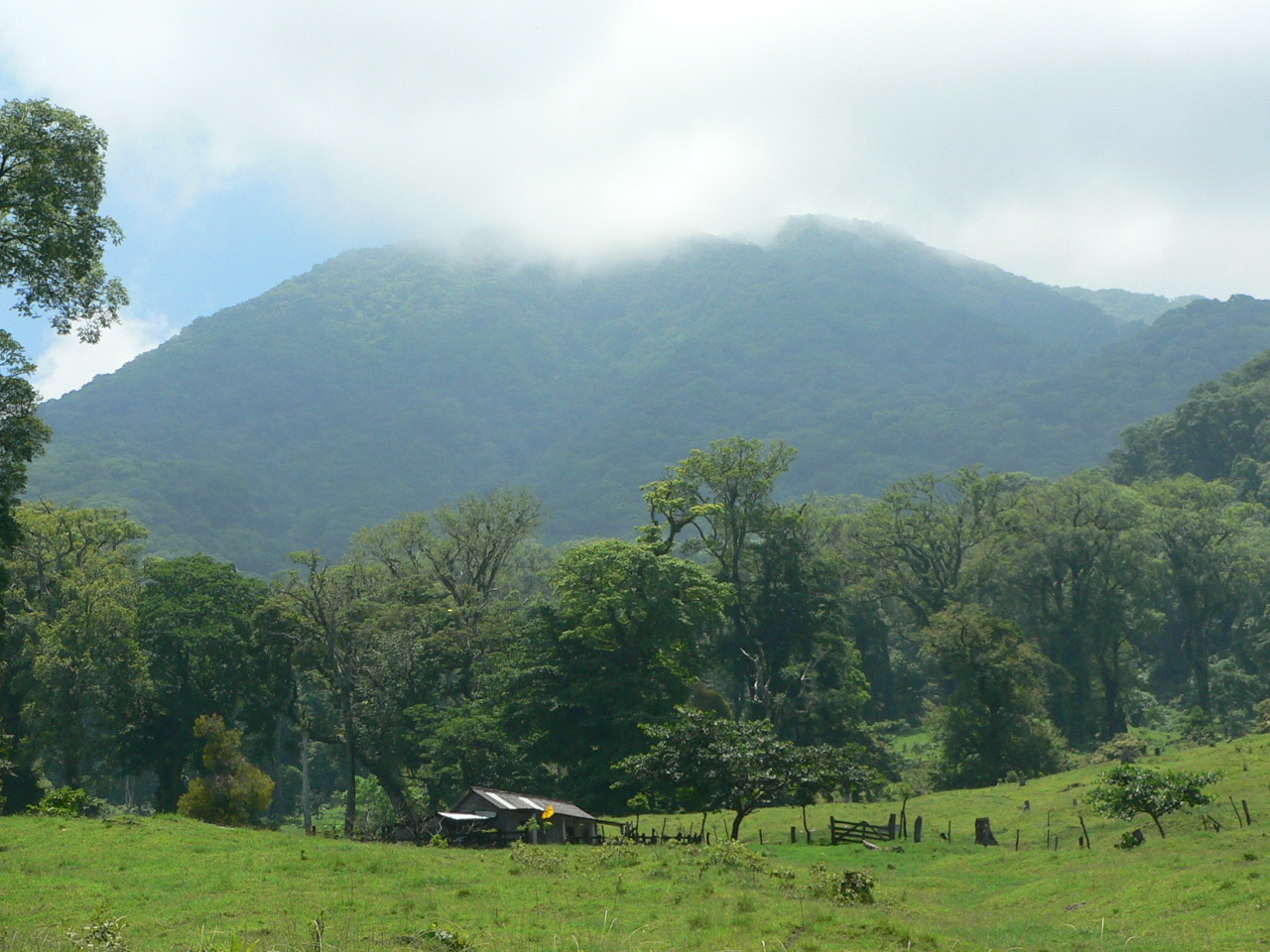

圖斯特拉斯山脈是墨西哥的山脈和火山帶，位於墨西哥灣南部，由韋拉克魯斯州負責管轄，最高點海拔高度1,731米，該山脈在奧爾梅克文明時期被視為玄武岩開採地。

## 外部連結
- Los Tuxtlas Biosphere Reserve （页面存档备份，存于）
- Los Tuxtlas Guide （页面存档备份，存于）